# スウィフトシュア (戦艦)
スウイフトシュア (HMS Swiftsure) はイギリス海軍の前弩級戦艦。スウィフトシュア級戦艦の一番艦。

## 艦歴
スウィフトシュアはチリからコンスティトゥシオン (Constitución) として注文され、エルズウィックのアームストロング・ホイットワース社で1902年2月26日に起工された。1903年1月12日進水。1903年初頭にチリはこの艦を売りに出した。ロシアに取得されるのを防ぐために1903年12月3日にイギリスが購入し、スウィフトシュアと改名された。1904年6月21日就役。
第一次世界大戦勃発時は東インド艦隊の旗艦であった。1914年9月から、ボンベイ・アデン間でインド兵輸送船団の護衛に従事した。これは、インド洋で通商破壊活動を行っていたドイツの軽巡洋艦エムデンが撃破され、船団護衛が不要となる11月まで継続された。1914年12月1日、スウィフトシュアは東インド艦隊旗艦のままでスエズ運河パトロールに配属された。1915年1月27日から同年2月4日まで、スウィフトシュアはカンタラ地域でのオスマン帝国軍によるスエズ運河攻撃を撃退するための戦いに参加した。
1915年2月後半、スウィフトシュアは東インド艦隊旗艦任務を装甲巡洋艦ユーライアラスに移譲した。そして、スウィフトシュアはダーダネルス作戦に参加した。1915年2月28日にスウィフトシュアはダーダネルス戦隊に加わった。
1916年2月にスウィフトシュアはダーダネルス海峡を離れた。1916年2月7日にKephaleからジブラルタルへ向けて出発した。ジブラルタルにおいて、スウィフトシュアは第9巡洋艦戦隊に編入され、大西洋での船団護衛などに従事した。1917年3月にスウィフトシュアは第9巡洋艦戦隊から外された。1917年3月26日にシエラレオネを出発し、4月11日にプリマスに着いた。
1917年4月26日に退役。1920年6月18日にスクラップとして売却された。